# Nancy Hafkin
Nancy Jane Hafkin es una pionera del networking y en el desarrollo de información y las comunicaciones electrónicas en África, estimulando el Sistema Panafricano de Información sobre el Desarrollo (PADIS) de la Comisión Económica de las Naciones Unidas para África (Uneca) desde 1987 hasta 1997.

## Acciones
Nancy Hafkin desempeñó un papel fundamental en facilitar el trabajo de la Asociación para el Progreso de las Comunicaciones para permitir la conectividad de correo electrónico en más de 10 países a principios de la década de 1990, antes de que la conexión a Internet se hiciera realidad en la mayor parte de África. La APC (con sede en Johannesburgo) estableció el Premio anual Nancy Hafkin a la innovación en tecnología de la información en África, que reconoce las iniciativas sobresalientes que utilizan las tecnologías de la información y las comunicaciones (TIC) para el desarrollo.

## Publicaciones
Nancy Hafkin publicó junto con Sophia Huyer Cinderella or Cyberella?: Empowering Women in the Knowledge Society en 2006 - una colección de ensayos sobre las formas en que las tecnologías de la información y la comunicación fortalecen la capacidad de acción de las mujeres.

Cyberella is fluent in the uses of technology, comfortable using and designing computer technology, and working in virtual spaces. Cinderella works in the basement of the knowledge society with little opportunity to reap its benefits.
Crónica en Wikigender

La idea se ganó a la Comisaria europea de Sociedad de la Información y Medios, Viviane Reding, quien adoptó el concepto de "cyberella" para promover una nueva campaña de la Unión Europea titulada “Cyberellas are IT!” y tenía como objetivo aumentar el número de mujeres en el sector de las TIC en la UE. La conferencia “Cyberellas are IT!” se llevó a cabo el 3 de marzo de 2009 para celebrar Día Internacional de la Mujer.
Otras publicaciones:
- (en inglés) Nancy Jane Hafkin, Women in Africa: Studies in Social and Economic Change, Stanford University Press & Edna G. Bay, 1976, ISBN 978-0804710114

## Premios
En 2012, Hafkin fue incluida en el Salón de la Fama de Internet por Internet Society.